# Dross Glop
Dross Glop è un album di remix delle tracce dell'album Gloss Drop del gruppo experimental rock Battles. È stato pubblicato il dalla Warp Records in una serie di quattro vinili 12", successivamente anche raccolti in un CD contenente come una traccia aggiuntiva un remix di Sundome.
I quattro vinili sono stati pubblicati tra febbraio e aprile 2012. Il CD è stato pubblicato il 16 aprile tra il terzo 12" e il 12" conclusivo, uscito in occasione del Record Store Day il 21 aprile.
Il titolo dell'album è uno spoonerismo dell'album da cui sono tratte le tracce remixate, Gloss Drop. Ad esso sono visivamente collegate anche le copertine dei 12", che rappresentano la scultura rosa realizzata da David Konopka coperta da macchie di vernice di diversi colori.

## Tracce

### CD
1. Wall Street (Gui Boratto Mix) – 7:01 (musica: David Konopka, John Stanier, Ian Williams; edizioni musicali Warp Music)
2. Sweetie & Shag (The Field Remix) – 8:53 (testo: Kazu Makino – musica: David Konopka, John Stanier, Ian Williams; edizioni musicali Warp Music / Kazu Makino Music Publishing)
3. Futura (The Alchemist Remix) – 3:47 (musica: Tyondai Braxton, David Konopka, John Stanier, Ian Williams; edizioni musicali Warp Music)
4. White Electric (Shabazz Palaces Remix) – 3:43 (musica: David Konopka, John Stanier, Ian Williams; edizioni musicali Warp Music)
5. Africastle (Kode9 Remix) – 7:03 (musica: Tyondai Braxton, David Konopka, John Stanier, Ian Williams; edizioni musicali Warp Music)
6. Inchworm (Silent Servant Remix Edit) – 6:07 (musica: David Konopka, John Stanier, Ian Williams; edizioni musicali Warp Music) – 8:17 in Dross Glop 3
7. Toddler (Kangding Ray Remix Edit) – 5:29 (musica: David Konopka, John Stanier, Ian Williams; edizioni musicali Warp Music) – 7:36 in Dross Glop 3
8. Dominican Fade (Qluster Remix) – 42:03 (musica: David Konopka, John Stanier, Ian Williams; edizioni musicali Warp Music)
9. Ice Cream (BDG #Gang Gang Dance Remix) – 4:07 (testo: Matias Aguayo – musica: David Konopka, John Stanier, Ian Williams)
10. Rolls Bayce (Hudson Mohawke Remix) – 4:17 (musica: David Konopka, John Stanier, Ian Williams)
11. My Machines (Patrick Mahoney & Dennis McNany Remix) – 9:11 (testo: Gary Numan – musica: Tyondai Braxton, David Konopka, John Stanier, Ian Williams)
12. Sundome (EYE Remix) – 5:42 (testo: Yamantaka Eye – musica: David Konopka, John Stanier, Ian Williams)

### Dross Glop 1 (12")
Lato A
1. Wall Street (Gui Boratto Mix) – 7:01 (musica: David Konopka, John Stanier, Ian Williams; edizioni musicali Warp Music)

Lato B
1. Sweetie & Shag (The Field Remix) – 8:53 (testo: Kazu Makino – musica: David Konopka, John Stanier, Ian Williams; edizioni musicali Warp Music / Kazu Makino Music Publishing)

### Dross Glop 2 (12")
Lato A
1. Futura (The Alchemist Remix) – 3:47 (musica: Tyondai Braxton, David Konopka, John Stanier, Ian Williams; edizioni musicali Warp Music)
2. White Electric (Shabazz Palaces Remix) – 3:43 (musica: David Konopka, John Stanier, Ian Williams; edizioni musicali Warp Music)

Lato B
1. Africastle (Kode9 Remix) – 7:03 (musica: Tyondai Braxton, David Konopka, John Stanier, Ian Williams; edizioni musicali Warp Music)

### Dross Glop 3 (12")
Lato A
1. Inchworm (Silent Servant Remix Edit) – 8:17 (musica: David Konopka, John Stanier, Ian Williams; edizioni musicali Warp Music)

Lato B
1. Toddler (Kangding Ray Remix Edit) – 7:36 (musica: David Konopka, John Stanier, Ian Williams; edizioni musicali Warp Music)
2. Dominican Fade (Qluster Remix) – 42:03 (musica: David Konopka, John Stanier, Ian Williams; edizioni musicali Warp Music)

### Dross Glop 4 (12")
Lato A
1. Ice Cream (BDG #Gang Gang Dance Remix) – 4:07 (testo: Matias Aguayo – musica: David Konopka, John Stanier, Ian Williams)
2. Rolls Bayce (Hudson Mohawke Remix) – 4:17 (musica: David Konopka, John Stanier, Ian Williams)

Lato B
1. My Machines (Patrick Mahoney & Dennis McNany Remix) – 9:11 (testo: Gary Numan – musica: Tyondai Braxton, David Konopka, John Stanier, Ian Williams)

## Formazione

### Gruppo
- Ian Williams – chitarra, tastiera
- David Konopka – basso, chitarra, effetti
- John Stanier – batteria

### Altri musicisti
- Kazu Makino – voce in Sweetie & Shag
- Matias Aguayo – voce in Ice Cream
- Gary Numan – voce in My Machines
- Yamantaka Eye – voce in Sundome

## Date di pubblicazione
- Dross Glop 1 (12")[2]
  - 6 febbraio (XW)[6]
  - 7 febbraio (USA)
- Dross Glop 2 (12")[3]
  - 20 febbraio (XW)
  - 21 febbraio (USA)
- Dross Glop 3 (12")[4]
  - 19 marzo (XW)
  - 20 marzo (USA)
- Dross Glop (CD)[1]
  - 16 aprile (XW, USA)
- Dross Glop 4 (12")[5]
  - 21 aprile (XW, USA)